# Ołeksandr Wołowyk
Ołeksandr Ihorowycz Wołowyk, ukr. Олександр Ігорович Воловик (ur. 28 października 1985 w Krasiłowie, w obwodzie chmielnickim) – ukraiński piłkarz, grający na pozycji obrońcy.

## Kariera piłkarska

### Kariera klubowa
Wychowanek DJuSSz-1 w Chmielnickim, a potem Podilla Chmielnicki, barw którego bronił w juniorskich mistrzostwach Ukrainy (DJuFL). Karierę piłkarską rozpoczął 19 września 2003 w składzie Podilla. Podczas przerwy zimowej sezonu 2005/06 podpisał kontrakt z Metałurhem Donieck, ale do zakończenia sezonu grał jeszcze w Podilla. 4 marca 2007 debiutował w Wyższej Lidze w meczu przeciwko Stali Ałczewsk. W rundzie jesiennej sezonu 2007-2008 został wypożyczony do Stali Ałczewsk.
10 czerwca 2013 roku podpisał 4-letni kontrakt ze Szachtarem Donieck. Niezbyt często wychodził na boisko w składzie pierwszej drużyny, dlatego w sierpniu 2015 został wypożyczony do belgijskiego klubu Oud-Heverlee Leuven. 20 lutego 2017 przeniósł się do kazachskiego FK Aktöbe. 7 marca 2018 zasilił skład Akżajyka Orał. 8 czerwca 2018 opuścił kazachski klub. 18 lipca 2018 wrócił do Podilla Chmielnicki.

## Sukcesy i odznaczenia

### Sukcesy klubowe
- finalista Pucharu Ukrainy: 2012

### Odznaczenia
- tytuł Mistrza Sportu Ukrainy: 2012[8].